# Таблица МФА для русского языка
Междунаро́дный фонети́ческий алфави́т для ру́сского языка́ показан в следующей таблице:
| МФА       | Примеры                                                   | МФА       | Примеры                                           |
| Согласные | Согласные                                                 | Согласные | Согласные                                         |
| --------- | --------------------------------------------------------- | --------- | ------------------------------------------------- |
| b         | бок, небо                                                 | bʲ        | белого, воробей                                   |
| d̪         | дом, деда, Спиридон                                       | d̪ʲ        | делает, Владимир                                  |
| f         | фата, выставка, Чехов, шурф                               | fʲ        | фея, червь                                        |
| ɡ         | говорю, другой                                            | ɡ̟         | гербарий, ноги                                    |
| ɣ         | ах да, эх бы, ага, ого, господи, бухгалтер, сверхзвуковой | ɣʲ        | помоги                                            |
| j, ʝ      | есть, юла, я                                              |           |                                                   |
| k         | кость, рука, бок                                          | k̟         | кишки, короткий                                   |
| ɫ̪         | луна, стул, ствол                                         | l̪ʲ        | лес, колено, мысль                                |
| m         | мыло, думать, там                                         | mʲ        | мясо, доме                                        |
| ɱ         | амфора                                                    | ɱʲ        | семь веток                                        |
| n̪         | нос, кино, он                                             | n̪ʲ        | нёс, они, корень                                  |
| p         | пыль, стопа, скрип, зуб                                   | pʲ        | пепел, пятёрка                                    |
| r̠, ɾ̠      | рыба, широкий, орла, жир                                  | r̪ʲ, ɾ̪ʲ    | река, четыре, три                                 |
| r̥̠, ɾ̥̠      | арфа, порка, сорт                                         | r̥̪ʲ, ɾ̥̪ʲ    | зверь, гарь                                       |
| s̪         | собака, писать, нос, глаз                                 | s̪ʲ        | синего, здесь, есть, грызть                       |
| ʂ̪         | широкий, наш, хороший, муж, что, помощник, шпрот          | ɕ̪ː        | щегол, считать, заказчик, мужчина, вращать, дождь |
| ʈ̪͡ʂ̪        | лучше, худший                                             | t̠̪͡ʲɕ̪       | чей, печень, течь, тщательно                      |
| ɖ̪͡ʐ̪        | Джон, диджей                                              | d̪͡ʑ̪        | научбаза                                          |
| t̻̪͡s̪        | цель, птица, отец                                         | t̻̪͡ʲs̪ʲ      | Цюрих, тесто                                      |
| d̻̪͡z̪        | плацдарм, 'дзен                                           | d̻̪͡ʲz̪ʲ      | дзюдо, Дзержинский, день                          |
| t̪         | тот, читаю, водка                                         | t̪ʲ        | тереть, дитя, грудь                               |
| v         | ваш, давать, его                                          | vʲ        | вести, человек                                    |
| ʋ         | справедливо                                               | ʋʲ        | правильно                                         |
| x         | ходить, ухо, бог                                          | xʲ        | хина, лёгких                                      |
| z̪         | заезжать, язык                                            | z̪ʲ        | зелёный, озеро, просьба                           |
| ʐ̪         | жест, тяжёлый                                             | ʑ̪ː        | заезжий, вещдок, дожди                            |
| ʔ         | не-а, a-a                                                 |           |                                                   |

| МФА                | Примеры                     |
| Ударные гласные    | Ударные гласные             |
| ------------------ | --------------------------- |
| a                  | трава́, я́хта                 |
| æ                  | пя́ть, вя́зь, я́рь             |
| ɑ                  | па́лка                       |
| ɛ                  | цель; жест                  |
| e                  | пень; лес, пепел            |
| ə                  | что́б тебя!                  |
| i                  | си́него                      |
| ɨ                  | ты                          |
| o                  | о́блако                      |
| ɵ̞                  | тётя                        |
| u                  | пу́ля                        |
| ʉ                  | чу́ть; трю́м                  |
| Безударные гласные |                             |
| ɐ                  | паро́м; сообража́ть; стопа́    |
| ə                  | ко́жа; о́блако; се́рдце; гля́дя |
| ɪ                  | тяжёлый; эта́п; четы́ре       |
| ᵻ                  | дыша́ть; жена́                |
| ɯ̟                  | плыву                       |
| ɨ̟                  | тыкать                      |
| ᵿ                  | юти́ть, люби́ть               |
| ʊ                  | мужчи́на, юла́                |
| Неслоговые гласные |                             |
| ɪ̯                  | мой, твой, по́йман           |
| u̯                  | Ивано́в, рома́нов, те́кстов    |

| Другие символы, используемые в русской транскрипции | Другие символы, используемые в русской транскрипции                                         | Другие символы, используемые в русской транскрипции |
| МФА                                                 | Объяснение                                                                                  |                                                     |
| --------------------------------------------------- | ------------------------------------------------------------------------------------------- | --------------------------------------------------- |
| ˈ◌                                                  | Ударение (главное, основное), которое ставится перед ударным слогом, например: этап [ɪˈt̪ap] |                                                     |
| ˌ◌                                                  | Дополнительное (побочное) ударение, например: околоземный [ˌokəɫ̪ɐˈz̪ʲemn̪ɨɪ̯]                  |                                                     |